# Шоро (компания)
«Шоро» — киргизская компания, которая занимается производством традиционных киргизских напитков, а также газированных и негазированных напитков.
По состоянию на 2018 год «Шоро» входил в число 50 крупнейших киргизских компаний. К 2019 году «Шоро» занимал 30 % киргизского рынка безалкогольных напитков. Работниками компании являются около 900 человек (по состоянию на 2013 год).

## История

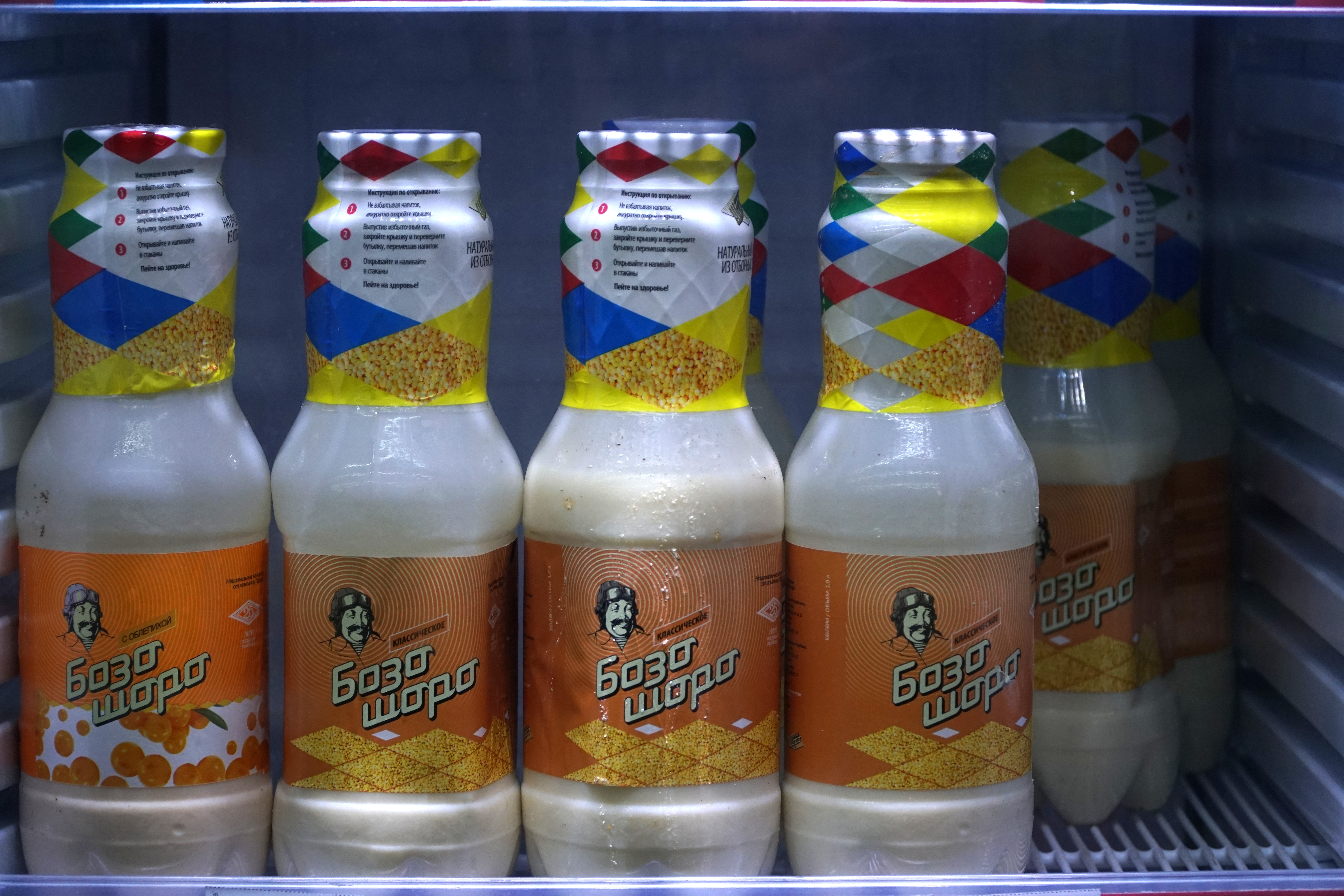
Напитки компании «Шоро»

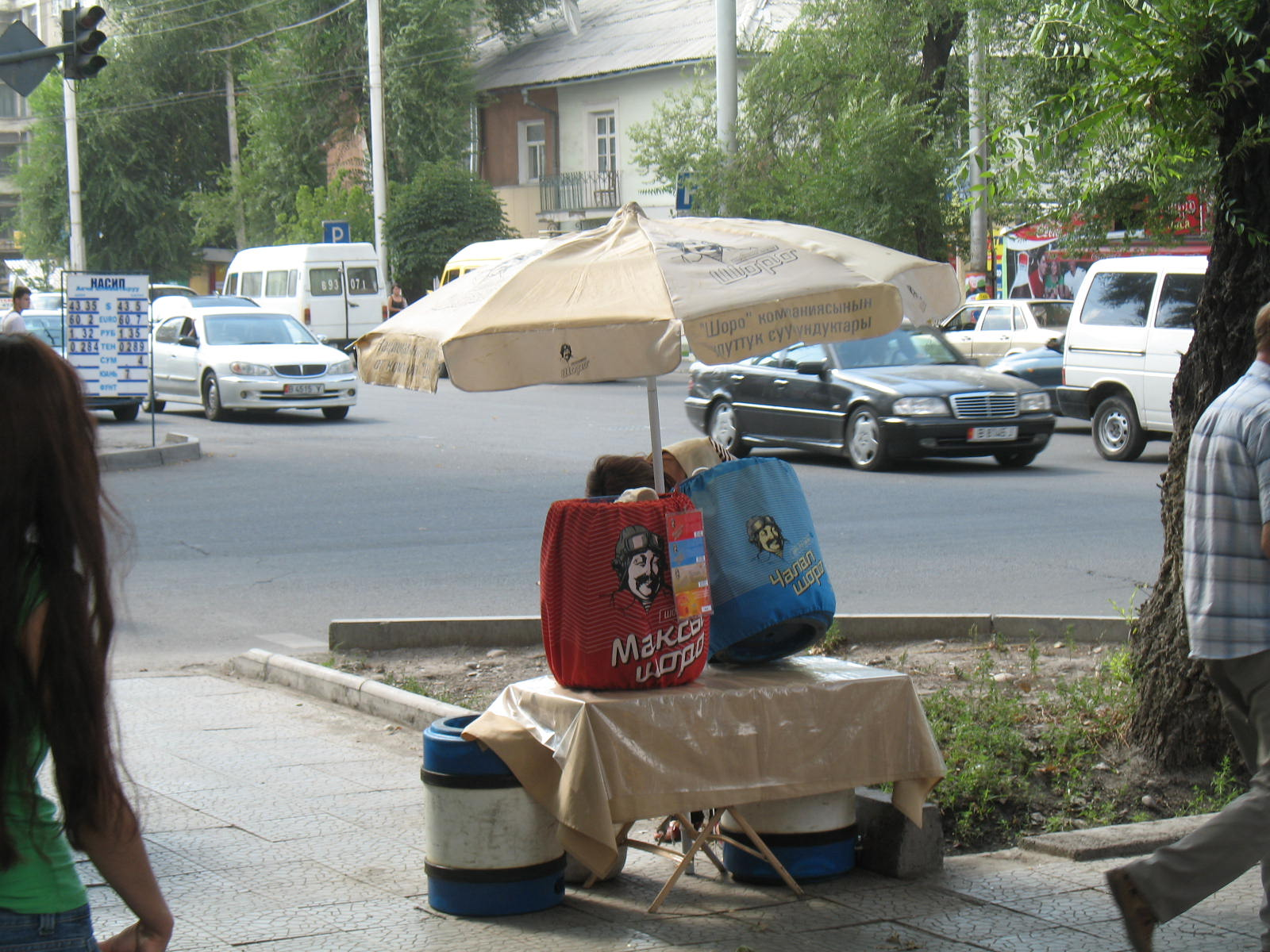
Продукция «Шоро» продаётся на улицах Бишкека

Компания создана 29 мая 1992 года. Название происходит от местечка Шоро. «Шоро» создавалось братьями Табылдыном и Жумадылом Эгембердиевыми, а также их сестрой Анаркан. Позднее Анаркан вышла из бизнеса, продав 5 % своих акций брату Табылды. В апреле 2014 года 19,2 % акций приобрёл Келдибек Туманов, владелец компании «Келечек». В 2015 году «Шоро» продала 14 % акций за 33 млн сомов покупателю, чьё имя не было раскрыто.
В 1998 году компания в бутилированном виде начала выпуск напитка максым, а в 1999 году — питьевую воду «Легенда», «Арашан», «Байтик», «Ысык-Ата», «Жалал-Абад», «Шоро-Суу», «Кара-Кече» и «Бишкек». С 2004 года «Шоро» выпускает национальные напитки — жарма и чалап.
Рекламным брендом «Шоро» являлся персонаж Шоро байке, роль которого исполнил артист Жусуп Толтоев.
В 2005 году компания вышла за пределы местного рынка, начав распространение на территории Казахстана, а позднее и в Российской Федерации. К 2013 году лишь 1,6 % произведённой компанией продукции реализовывалось за рубежом: 0,8 % — в Казахстане, 0,6 % — в России, 0,2 % — Китае.
В 2011 году компания провела первую эмиссию корпоративных облигаций реализовав их за 45 млн сомов, а в 2013 году — вторую за 24 млн сомов.
В 2022 году Российско-Кыргызский фонд развития выделил «Шоро» кредит в размере 2,5 млн долларов для увеличения мощностей предприятия на 50 %.
Компания являлась спонсором чемпионата Кыргызстана по футболу. До середины 2000-х годов компания финансировала собственный футбольный клуб, который играл под названием «Шоро».

## Финансовые показатели
Выручка компании за 2013 год составила 290,6 млн сомов, а чистая прибыль — 22,3 млн сомов. 2022 год компания завершила с выручкой более 1 млрд сомов.
Отчисления в бюджет Кыргызстана по годам:
- 2014 год — 24 307 757 сомов
- 2015 год — 47 920 495 сомов
- 2016 год — 54 506 273 сомов
- 2017 год — 56 876 193 сомов
- 2018 год — 72 183 063 сомов